# Hit FM (Russie)
Hit FM (en russe Хит FM) est une station de radio privée de la fédération de Russie. Fondée le 30 mai 1997, elle est la propriété de la holding « Russkaia Mediagrouppa » (Русская Медиагруппа). 
Émettant à l'origine dans la seule région de Moscou, cette radio a peu à peu étendu son aire de diffusion et couvre désormais la plupart des grandes villes russes en modulation de fréquence (Moscou : 107,4 MHz ; Iaroslavl : 103,3 MHz ; Orenbourg : 103,0 MHz) ainsi que plusieurs agglomérations de l'ancienne union soviétique (Minsk : 100,4 MHz ; Bichkek : 105,6 MHz ; Kiev : 96,4 MHz). Les programmes de Hit FM peuvent également être écoutés en direct sur internet.
La grille de programmes de la station est composée en  majeure partie de longues plages musicales reprenant les principaux succès du moment (musiques électroniques, rock, RnB) auxquelles s'ajoutent quelques chroniques thématiques et des programmes de libre-antenne.